# Trasímedes de Paros
Trasímedes de Paros (en griego antiguo: Θρασυμήδης, romanizado: Thrasymēdes; ... - ...; fl. siglo IV a. C.) fue un antiguo escultor griego.
Hijo de Arignoto y oriundo de Paros, su nombre está vinculado a la estatua criselefantina de Asclepio, en el Templo de Epidauro. Las fuentes la describen como la representación de un dios sentado, barbudo, con cetro, serpiente y perro, y de la mitad de tamaño que la Estatua de Zeus en Olimpia, en la que claramente se inspiró. En el trono se representaba, en relieve, dos mitos de Argos: Belerofonte matando a la Quimera y Perseo decapitando a Medusa.
Una inscripción hallada en la base de un exvoto a Apolo y Asclepio sitúa a Trasímedes en la primera mitad del siglo IV a. C.
A partir de una fuente epigráfica relativa a la colocación del tejado y las puertas del templo, deducimos que Trasímedes también tuvo un papel de arquitecto.